# Lijst van heersers van Württemberg
Dit is een lijst van heren, graven, hertogen en koningen van Württemberg.
Opgemerkt wordt, dat Württemberg voor 1806, toen hertog Frederik II tot koning Frederik I benoemd werd, Wirtemberg heette. Tot 1495 was Wirtemberg een graafschap. Door Napoleon werd het tot koninkrijk verheven.
| Naam                                | Periode                 | Opmerkingen                                                                                      |
| ----------------------------------- | ----------------------- | ------------------------------------------------------------------------------------------------ |
| Koenraad I                          | ca. 1083 - 1110         |                                                                                                  |
| Koenraad II                         | ca. 1110 - 1143         |                                                                                                  |
| GRAVEN VAN WÜRTTEMBERG              |                         |                                                                                                  |
| Lodewijk I                          | 1143 - 1158             | 1e graaf van Württemberg                                                                         |
| Lodewijk II                         | 1158 - 1181             | 2e graaf van Württemberg                                                                         |
| Hartman I                           | 1181 - 1240             | 3e graaf van Württemberg                                                                         |
| + Lodewijk III                      | 1194 - 1241             | 4e graaf van Württemberg                                                                         |
| Ulrik I de Stichter                 | 1241 - 1265             | 5e graaf van Württemberg                                                                         |
| Ulrik II                            | 1265 - 1279             | 6e graaf van Württemberg                                                                         |
| Everhard I de Verhevene             | 1279 - 1325             | 7e graaf van Württemberg                                                                         |
| Ulrik III                           | 1325 - 1344             | 8e graaf van Württemberg                                                                         |
| Everhard II de Baardman             | 1344 - 1392             | 9e graaf van Württemberg                                                                         |
| + Ulrik IV                          | 1344 - 1362             | 10e graaf van Württemberg                                                                        |
| Everhard III de Milde               | 1392 - 1417             | 11e graaf van Württemberg                                                                        |
| Everhard IV de Jongere              | 1417 - 1419             | 12e graaf van Württemberg                                                                        |
| Lodewijk III                        | 1419 - 1426             | 13e graaf van Württemberg - regent: Henriëtte van Mömpelgard, moeder                             |
| + Ulrik V                           | 1419 - 1426             | 14e graaf van Württemberg - regent: Henriëtte van Mömpelgard, moeder                             |
| Lodewijk III + Ulrik V              | 1426 - 1442 1433 - 1442 | 1442 opdeling in linie Urach en linie Stuttgart                                                  |
| GRAVEN VAN WÜRTTEMBERG-URACH        |                         |                                                                                                  |
| Lodewijk I                          | 1442 - 1450             | = Lodewijk III, 1e graaf van Württemberg-Urach                                                   |
| Lodewijk II                         | 1450 - 1457             | 2e graaf van Württemberg-Urach                                                                   |
| Everhard V                          | 1457 - 1482             | 3e graaf van Württemberg-Urach, hereniging                                                       |
| GRAVEN VAN WÜRTTEMBERG-STUTTGART    |                         |                                                                                                  |
| Ulrik V                             | 1442 - 1480             | 1e graaf van Württemberg-Stuttgart                                                               |
| Everhard VI                         | 1480 - 1482             | 2e graaf van Württemberg-Stuttgart, hereniging                                                   |
| GRAVEN VAN WÜRTTEMBERG (hereniging) |                         |                                                                                                  |
| Everhard V                          | 1482 - 1495             | 15e graaf van Württemberg                                                                        |
| + Everhard VI                       | 1482 - 1495             | 16e graaf van Württemberg                                                                        |
| HERTOG VAN WÜRTTEMBERG              |                         |                                                                                                  |
| Everhard I + Everhard II            | 1495 - 1496 1496 - 1498 | = graaf Everhard V = graaf Everhard VI                                                           |
| Ulrik                               | 1498 - 1550             |                                                                                                  |
| Christoffel                         | 1550 - 1568             |                                                                                                  |
| Lodewijk                            | 1568 - 1593             |                                                                                                  |
| Frederik I                          | 1593 - 1608             |                                                                                                  |
| Johan Frederik                      | 1608 - 1628             |                                                                                                  |
| Everhard III                        | 1628 - 1674             |                                                                                                  |
| Willem Lodewijk                     | 1674 - 1677             |                                                                                                  |
| Everhard Lodewijk                   | 1677 - 1733             | 1677-1693 regenten: Magdalena van Hessen-Darmstadt, moeder + Frederik Karel van Württemberg, oom |
| Karel Alexander                     | 1733 - 1737             |                                                                                                  |
| Karel Eugenius                      | 1737 - 1793             |                                                                                                  |
| Lodewijk Eugenius                   | 1793 - 1795             |                                                                                                  |
| Frederik Eugenius                   | 1795 - 1797             |                                                                                                  |
| Frederik II                         | 1797 - 1806             |                                                                                                  |
| KONING VAN WÜRTTEMBERG              |                         |                                                                                                  |
| Frederik I                          | 1806 - 1816             | = hertog Frederik II                                                                             |
| Willem I                            | 1816 - 1864             |                                                                                                  |
| Karel I                             | 1864 - 1891             |                                                                                                  |
| Willem II                           | 1891 - 1918             |                                                                                                  |

## Hertogen van Württemberg-Neuenstadt
- 1648-1682 : Frederik, zoon van Johan Frederik van Württemberg
- 1682-1716 : Frederik August, zoon
- 1716-1742 : Karel Rudolf, broer.
- 1742 : terug naar Württemberg.

## Hertogen van Württemberg-Winnental
- 1677-1698 : Frederik Karel, zoon van Everhard III van Württemberg
- 1698-1733 : Karel Alexander, zoon
- 1733 : terug naar Württemberg.